# Bambi-Verleihung 2024
Die 73. Bambi-Verleihung fand am 7. November 2024 in Bavaria Filmstudios in München statt und wurde erstmals auf Prime Video übertragen.

## Preisträger und Nominierte

### Schauspielerin national
Jella Haase für Chantal im Märchenland
Karoline Schuch für Oderbruch
Hannah Herzsprung für 15 Jahre

### Schauspieler national
Lars Eidinger für Sterben
Tom Schilling für Eine Million Minuten
Sabin Tambrea für Die Herrlichkeit des Lebens

### Schauspieler international
Kevin Costner

### Beste Serie
Maxton Hall (Prime Video)
- Crooks (Netflix)[5][6]
- Die Zweiflers (ARD)

### Comedy
Teddy Teclebrhan

### Legende
Bryan Adams

### Musik National
Shirin David

### Sport
Toni Kroos

### Unsere Erde
Reinhold Messner

### Kultur
Sven Väth

### Stille Helden
Bernd Siggelkow

### Mut
Margot Friedländer

### Entertainment
Robbie Williams